# Cluny, Fife
Cluny är en by i Fife, Skottland. Byn är belägen 5 km 
från Kirkcaldy. Orten har 48 invånare (2001).